# Pere Gussinyé i Gironella
Pere Gussinyé i Gironella, (Olot, 1890-1980) va ser un pintor impressionista català, membre de l'Escola paisatgística d'Olot. Va aprendre pintura sota la mestria de Josep Berga i Boix, complementant la seva formació a l'Acadèmia Mallol i al Cercle Artístic de Sant Lluc de Barcelona. Va participar en nombroses exposicions col·lectives als països catalans, a Espanya i a l'Amèrica del Sud.